# Graby (Wielka Brytania)
Graby – przysiółek w Anglii, w Lincolnshire. Leży 43.3 km od Lincoln i 150.3 km od Londynu. W latach 1870–1872 osada liczyła 19 mieszkańców. Graby jest wspomniana w Domesday Book (1086) jako Graby.